# Арт Маркум та Метт Голловей
Арт Маркум та Метт Голловей (англ. Art Marcum and Matt Holloway) — американський дует сценаристів, найвідоміший за сценаріями для фільмів «Залізна людина» та «Каратель: Територія війни».

## Кар'єра
У 2008 році Маркум та Голловей написали сценарій супергеройського фільму студії Marvel «Залізна людина», режисером якого виступив Джон Фавро, який вийшов 2 березня 2008 року Paramount Pictures. Дует також написав сценарій бойовика «Каратель: Зона війни» режисера Лексі Александер, який випустила компанія Lionsgate 5 грудня 2008 року. Paramount найняла їх разом із Джоном Фуско для написання сценарію до фільму «Черепашки-ніндзя» 2014 року, але їх сценарій так і не був використаний. У 2019 році їх найняла Sony для написання сценарію пригодницького фільму Uncharted режисера Рубена Флейшера. У 2020 році з’ясувалося, що дует перепише сценарій фільму Крейвен-мисливець режисера Джей Сі Чандора.

## Фільмографія
| Рік  | Фільм                        | Співавтор(и)                |
| ---- | ---------------------------- | --------------------------- |
| 2004 | Shadow of Fear               |                             |
| 2008 | Залізна людина               | Марк Фергус і Хоук Остбі    |
| 2008 | Каратель: Територія війни    | Нік Сантора                 |
| 2017 | Трансформери: Останній лицар | Кен Нолан та Аківа Голдсман |
| 2019 | Люди в чорному: Інтернешнл   |                             |
| 2022 | Uncharted                    | Рейф Джадкінс               |
| 2024 | Крейвен-мисливець            | Річард Венк                 |

## Зовнішні посилання
- Арт Маркум на сайті IMDb (англ.)
- Метт Голловей на сайті IMDb (англ.)